# The Battle

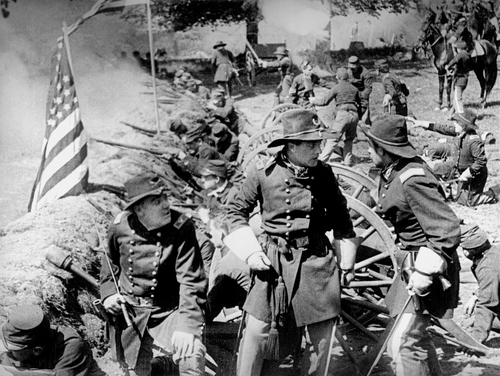
Aufnahme aus dem Film "The Battle" (1911)

The Battle aus dem Jahr 1911 ist einer aus einer ganzen Reihe unzusammenhängender US-amerikanischer Stummfilme des Regisseurs D. W. Griffith, die den Sezessionskrieg behandeln. Der Film wurde am 6. November 1911 veröffentlicht.

## Handlung
Der Junge zieht auf der Seite der Unionssoldaten in den Sezessionskrieg. Bei seiner ersten Schlacht überfällt ihn Panik und er versteckt sich im nahegelegenen Haus seiner Liebsten. Diese schickt ihn wieder in die Schlacht, wo er sich unbemerkt wieder seiner Truppe anschließen kann. Nachdem der kommandierende General schwer verwundet worden ist, wird der Junge mit dem Auftrag, Munitionsnachschub herbeizubringen, in die Etappe geschickt. Auf dem gefährlichen Weg bringt er einen Munitionswagen durch, der dadurch gerade noch rechtzeitig an der Frontlinie eintrifft, um einen Angriff der Konföderierten zurückzuschlagen.

## Hintergrund
Der Film wurde in Fort Lee gedreht. Die Studioaufnahmen fanden in den Champion Studios und die Außenaufnahmen in der näheren Umgebung von Fort Lee statt.
The Battle war einer der ersten Filme des späteren Oscar-Preisträgers Lionel Barrymore.
Ausschnitte aus The Battle fanden in Die Geburt einer Nation Verwendung.